# Csilla Bartos
Csilla Bartos (Caïro, 29 maart 1966) is een tennisspeelster uit Zwitserland.
Van 1981 tot en met 1986 speelde Bartos 25 partijen voor Hongarije op de Fed Cup; in 1990 nog eens vijf voor Zwitserland.
Bartos is de dochter van de Hongaarse olympisch zwemster Klára Killermann.
In september 1985 trouwde Bartos met Danny Cserepy – daarna heeft ze ook gespeeld onder de namen Csilla Bartos-Cserepy en Csilla Cserepy.

## Resultaten grandslamtoernooien
| Legenda | Legenda                          |
| ------- | -------------------------------- |
| g.t.    | geen toernooi gehouden           |
| l.c.    | lagere categorie                 |
| –       | niet deelgenomen                 |
| G       | uitgeschakeld in de groepsfase   |
| 1R      | uitgeschakeld in de eerste ronde |
| 2R      | uitgeschakeld in de tweede ronde |
| 3R      | uitgeschakeld in de derde ronde  |
| 4R      | uitgeschakeld in de vierde ronde |
| KF      | uitgeschakeld in de kwartfinale  |
| HF      | uitgeschakeld in de halve finale |
| F       | de finale verloren               |
| W       | het toernooi gewonnen            |
| w-v     | winst/verlies-balans             |

### Enkelspel
| toernooi        | 1986 | 1987 |    | 1990 | 1991 |
| --------------- | ---- | ---- | -- | ---- | ---- |
| Australian Open | g.t. | 3R   | 1R | 2R   |      |
| Roland Garros   | –    | 1R   | –  | 1R   |      |
| Wimbledon       | –    | 2R   | –  | 1R   |      |
| US Open         | 2R   | –    | 2R | 1R   |      |

### Vrouwendubbelspel
| toernooi        | 1986 | 1987 |
| --------------- | ---- | ---- |
| Australian Open | g.t. | 1R   |
| Roland Garros   | –    | 1R   |
| Wimbledon       | –    | 2R   |
| US Open         | 2R   | –    |